# Matías Tissera
Matías Tissera (Rojas, 6 de septiembre de 1996) es un futbolista argentino. Juega de delantero y su equipo es Huracán, de la Primera División de Argentina.

## Trayectoria

### Newell´s
Llegó a Newell's en 2012, y ese año salió campeón en inferiores. En 2016 convirtió dos de los tres goles con los cuales la Lepra le ganó a River Plate 3 a 2 el campeonato de Reserva. [cita requerida]
Tissera llegó a entrenar con la Primera y disputó algunos partidos de la Copa Santa Fe, pero luego retornó a la Tercera debido a la poca consideración de Juan Manuel Llop. En los últimos seis meses jugó cinco encuentros en Primera División, acompañando a Ignacio Scocco ya que sus características son las de moverse en todo el frente de ataque.

### Platense
En 2019 arribó al Club Atlético Platense, donde obtuvo el ascenso a la Primera División del Fútbol Argentino, anotando 5 goles en la Primera Nacional, incluido el gol de su equipo en la final ante Estudiantes de Río Cuarto.
Luego del ascenso y un mal desempeño goleador en la Copa de la Liga, no convirtiendo ningún gol en 8 partidos jugados, se convirtió en el goleador de Platense en Primera División, donde en la Liga Profesional de Fútbol acumuló 14 goles en 21 partidos (12 de ellos en los últimos 10 encuentros), ubicándose como el tercer máximo artillero del torneo. El 29 de noviembre de 2021 anotó su primer triplete ante Huracán en la victoria de su equipo por 4-2. Tres días atrás había anotado 2 de los 3 goles de su equipo en el empate ante el Club Atlético Lanús. 
Fue elegido como Jugador Revelación de la LPF 2021, y durante enero del 2022, lo pretendieron el Pachuca mexicano, River Plate, Club Atlético Huracán, Independiente, Racing Club, San Lorenzo de Almagro, Colón, Talleres (C) y el Ludogorets Razgrad, de la Liga Bulgaria A PFG, que terminó comprando su pase.

### Ludogorets Razgrad
Tras su arribo al club búlgaro, logró conquistar la Primera Liga de Bulgaria en 2022, y meses después la Supercopa de Bulgaria siendo el goleador del equipo desde su arribo con una media de 0,61 GPP. Además, anotó en la Liga de Campeones de la UEFA y en la Liga Europa de la UEFA, donde su equipo finalizó tercero, accediendo a la UEFA Conference League, cayendo eliminado ante el Anderletch. El 24 de mayo del 2023 se consagró campeón de la Copa de Bulgaria anotando un gol en la final ante el FC CSKA 1948 Sofia. Dos semanas más tarde, su equipo enfrentó al Cherno More con la obligación de ganar, y Tissera anotó el gol con el que su equipo obtuvo una nueva Liga. Finalizó el campeonato con 12 goles, ubicándose quinto en la tabla de goleadores.
En la temporada 2023/24, disputó la Liga de Campeones de la UEFA 2023-24, y anotó un gol en la victoria de su equipo por 4-0 en su debut por la primera ronda ante el KF Ballkani. Tras la eliminación en la ronda posterior, y recalar en la Liga Europa de la UEFA 2023-24, le anotó un tanto al Ajax de Ámsterdam, en la visita de su equipo que acabó 1-0, pese a perder 4-2 el global y ser relegados a la Liga Europa Conferencia de la UEFA 2023-24.

### Huracán
En enero de 2025, Matías Tissera firmó con Huracán a préstamo hasta diciembre de 2025 por 200.000 € con opción de compra por 1.750.000€.

## Selección nacional
En el verano de 2022, fue preseleccionado por Lionel Scaloni para los duelos que debía afrontar la selección argentina, aunque finalmente no fue convocado para ninguno de los partidos.

## Vida personal
El 1 de abril de 2025 el futbolista fue detenido en el Aeropuerto de Ezeiza previo a viajar a Brasil para disputar un partido de Copa Sudamericana, jugando para Huracán. Tissera está imputado por tentativa de extorsión a Florencio Ferrara, presidente de la empresa constructora Vilahouse, quien lo habría estafado con la construcción de una vivienda. Tanto él como su colega Luis Suárez fueron detenidos en la provincia natal de este último, en la cárcel de Bouwer.

## Estadísticas

### Clubes
Actualizado hasta su último partido disputado el 19 de agosto de 2025.
| Club                              | Div.          | Temporada     | Liga  | Liga  | Liga   | Copas nacionales | Copas nacionales | Copas nacionales | Torneos internacionales | Torneos internacionales | Torneos internacionales | Total | Total | Total  | Media goleadora |
| Club                              | Div.          | Temporada     | Part. | Goles | Asist. | Part.            | Goles            | Asist.           | Part.                   | Goles                   | Asist.                  | Part. | Goles | Asist. | Media goleadora |
| --------------------------------- | ------------- | ------------- | ----- | ----- | ------ | ---------------- | ---------------- | ---------------- | ----------------------- | ----------------------- | ----------------------- | ----- | ----- | ------ | --------------- |
| Newell's Old Boys Argentina       | 1.ª           | 2016-17       | 5     | 0     | 0      | —                | —                | —                | —                       | —                       | —                       | 5     | 0     | 0      | 0               |
| Newell's Old Boys Argentina       | Total club    | Total club    | 5     | 0     | 0      | 0                | 0                | 0                | 0                       | 0                       | 0                       | 5     | 0     | 0      | 0               |
| Quilmes Argentina                 | 2.ª           | 2017-18       | 12    | 0     | 0      | —                | —                | —                | —                       | —                       | —                       | 12    | 0     | 0      | 0               |
| Quilmes Argentina                 | Total club    | Total club    | 12    | 0     | 0      | 0                | 0                | 0                | 0                       | 0                       | 0                       | 12    | 0     | 0      | 0               |
| Independiente Rivadavia Argentina | 2.ª           | 2018-19       | 18    | 3     | 0      | —                | —                | —                | —                       | —                       | —                       | 18    | 3     | 0      | 0.17            |
| Independiente Rivadavia Argentina | Total club    | Total club    | 18    | 3     | 0      | 0                | 0                | 0                | 0                       | 0                       | 0                       | 18    | 3     | 0      | 0.17            |
| Platense Argentina                | 2.ª           | 2019-20       | 11    | 1     | 0      | —                | —                | —                | —                       | —                       | —                       | 11    | 1     | 0      | 0.09            |
| Platense Argentina                | 2.ª           | 2020          | 9     | 4     | 0      | —                | —                | —                | —                       | —                       | —                       | 9     | 4     | 0      | 0.44            |
| Platense Argentina                | 1.ª           | 2021          | 21    | 14    | 0      | 11               | 0                | 2                | —                       | —                       | —                       | 32    | 14    | 2      | 0.44            |
| Platense Argentina                | Total club    | Total club    | 41    | 19    | 0      | 11               | 0                | 2                | 0                       | 0                       | 0                       | 52    | 19    | 2      | 0.37            |
| Ludogorets Razgrad Bulgaria       | 1.ª           | 2021-22       | 9     | 2     | 2      | 3                | 2                | 1                | —                       | —                       | —                       | 12    | 4     | 3      | 0.33            |
| Ludogorets Razgrad Bulgaria       | 1.ª           | 2022-23       | 27    | 12    | 3      | 7                | 1                | 0                | 12                      | 3                       | 0                       | 46    | 16    | 3      | 0.35            |
| Ludogorets Razgrad Bulgaria       | 1.ª           | 2023-24       | 13    | 2     | 0      | 5                | 2                | 1                | 11                      | 3                       | 1                       | 29    | 7     | 2      | 0.23            |
| Ludogorets Razgrad Bulgaria       | 1.ª           | 2024-25       | 5     | 0     | 0      | 1                | 1                | 1                | 3                       | 0                       | 0                       | 9     | 1     | 1      | 0.13            |
| Ludogorets Razgrad Bulgaria       | Total club    | Total club    | 54    | 16    | 5      | 16               | 6                | 3                | 26                      | 6                       | 1                       | 96    | 28    | 9      | 0.29            |
| Huracán Argentina                 | 1.ª           | 2025          | 14    | 2     | 0      | 1                | 0                | 0                | 5                       | 0                       | 0                       | 20    | 2     | 0      | 0.1             |
| Huracán Argentina                 | Total club    | Total club    | 14    | 2     | 0      | 1                | 0                | 0                | 4                       | 0                       | 0                       | 20    | 2     | 0      | 0.1             |
| Total carrera                     | Total carrera | Total carrera | 144   | 40    | 5      | 28               | 6                | 5                | 31                      | 6                       | 1                       | 202   | 52    | 11     | 0.26            |
| 1. 2. 3.                          |               |               |       |       |        |                  |                  |                  |                         |                         |                         |       |       |        |                 |

## Palmarés

### Campeonatos nacionales
| Título                   | Club               | País     | Año  |
| ------------------------ | ------------------ | -------- | ---- |
| Primera Liga de Bulgaria | Ludogorets Razgrad | Bulgaria | 2022 |
| Supercopa de Bulgaria    | Ludogorets Razgrad | Bulgaria | 2022 |
| Copa de Bulgaria         | Ludogorets Razgrad | Bulgaria | 2023 |
| Primera Liga de Bulgaria | Ludogorets Razgrad | Bulgaria | 2023 |
| Supercopa de Bulgaria    | Ludogorets Razgrad | Bulgaria | 2022 |
| Primera Liga de Bulgaria | Ludogorets Razgrad | Bulgaria | 2024 |

### Otros logros
| Logro                      | Club                   | País      | Año  |
| -------------------------- | ---------------------- | --------- | ---- |
| Ascenso a Primera División | Club Atlético Platense | Argentina | 2020 |

### Distinciones individuales
| Distinción                   | Año  |
| ---------------------------- | ---- |
| Jugador Revelación de la LPF | 2021 |
| Jugador del mes Liga Búlgara | 2022 |